# 제10회 청룡영화상
제10회 청룡영화상은 1973년 3월 6일에 열린 시상식이다.

## 수상 및 후보

### 최우수 작품상
- 삼일천하
- 남몰래 묻은 항아리

### 감독상
- 섬개구리 만세 - 정진우 수상

### 남우주연상
- 삼일천하 - 신영균 수상

### 여우주연상
- 효녀 심청 - 윤정희 수상

### 남우조연상
- 섬개구리 만세 - 장혁수 수상

### 여우조연상
- 홍살문 - 최정민 수상

### 신인감독상
- 나와 나 - 이원세 수상

### 촬영상
- 섬개구리 만세 - 유재형

### 음악상
- 홍살문 - 정윤주 수상

### 기술상
- 김정 수상

### 각본상
- 나와 나 - 윤삼육 수상

### 신인연기상
- 나와 나 - 우연정 수상
- 항구의 등불 - 전영 수상
- 섬개구리 만세 - 신일룡 수상

### 장려상
- 영시 - 이승현 수상
- 특공외인부대 - 윤하영 수상

### 주제가상
- 인생은 나그네길 - 황하용 수상

### 집단연기상
- 섬개구리 만세

### 인기남우상
- 박노식 수상
- 강신성일 수상
- 최무룡 수상

### 인기여우상
- 고은아 수상
- 김창숙 수상
- 윤정희 수상